# María Pellicer
María Pellicer (1950 - 27 de janeiro de 2022) foi uma política espanhola.
Membro do Partido Socialista Operário Espanhol, foi membro do Congresso dos Deputados entre 1993 e 1996, membro das Cortes de Aragão entre 1999 e 2011 e presidente da Câmara de Castejón de Sos entre 2003 e 2011. Ela faleceu a 27 de janeiro de 2022, aos 72 anos, após uma longa doença.